# Die Braut des Gorilla
Die Braut des Gorilla ist ein US-amerikanischer Abenteuer- und Horrorfilm aus dem Jahr 1951 von Curt Siodmak mit Barbara Payton, Lon Chaney jr. und Raymond Burr in den Hauptrollen.

## Handlung
Im südamerikanischen Dschungel besitzt Klaas van Gelder eine Plantage, auf der er mit seiner jungen Frau, der ehemaligen Tänzerin Dina, lebt. Der Manager der Plantage, Barney Chavez, rät Dina, ihren Mann zu verlassen. Beim Abendessen beschuldigt van Gelder seinen Manager, Interesse an seiner Frau zu haben. Er entlässt ihn und verlässt den Tisch. Dina bittet Barney, sie nicht zu verlassen. Dinas Dienerin Larina erkennt, dass ihre Liebe zu Barney nicht mehr erwidert wird. Sie vertraut sich Al Long an, van Gelders treuer Dienerin und örtlicher Hexe. Sie verspricht, dass Barney ihr nicht mehr weh tun werde.
Der elegante Arzt der Kolonialbehörde, Dr. Viet, rät van Gelder, sich um seine angeschlagene Gesundheit zu kümmern und mit Dina den Dschungel zu verlassen. Im Garten begegnet van Gelder Barney, der in seiner Wut seinen ehemaligen Chef niederschlägt. Van Gelder stürzt, wird von einer Giftschlange gebissen und stirbt. Barney sucht Dina auf und fordert sie auf, mit ihm wegzugehen. Long ist Zeuge des Vorfalls und belegt Barney mit Hilfe einer Giftpflanze mit einem Fluch. Dr. Viets Autopsiebericht bestätigt, dass es sich bei van Gelders Tod um einen Unfall handelte. Barney wird verhört, der angibt, zum Todeszeitpunkt in Dinas Zimmer gewesen zu sein, was Dina bestätigt. Der Fall wird zu den Akten gelegt, doch der Kommissar Taro bleibt misstrauisch.
Dina und Barney heiraten. Bei der Hochzeitsfeier auf der Plantage reicht Long Barney einen vergifteten Drink. Als Barney die letzten Heiratsdokumente unterschreibt, bemerkt er, dass sich seine Hände verändern. Entsetzt flieht er aus dem Raum und erkennt, dass seine Haut der eines Gorillas ähnelt. Als alle Gäste die Plantage verlassen haben, erklärt er Dina, dass seine Sinne geschärft seien und er die Geräusche des Dschungels für Musik halte. Plötzlich rennt er aus dem Haus. Am nächsten Morgen findet Dina ihn im Garten. Er murmelt etwas über seine Hände vor sich hin, woraufhin Dina Dr. Viet kommen lässt. Der Arzt verabreicht Barney ein Beruhigungsmittel. Er teilt Dina mit, dass der Tod ihres Mannes zeitlich sehr günstig geschah, was Dina bestätigt.
In seinem Büro erhält der Arzt Nachrichten über den Angriff einer wilden Bestie, von den Eingeborenen Sakura genannt, auf die Viehbestände der Bauern. Dr. Viet behauptet, seine Instinkte weisen auf Barney als Mörder van Gelders hin. Er ist sicher, dass Sakura Barney zur Rechenschaft ziehen werde. In der Nacht zieht ein Sturm auf. Dina spürt, dass Barney in der Nähe im Dschungel ist. Sie ergreift ein Gewehr und schießt in den Garten. Der Kommissar und Dr. Viet erscheinen. Dina gibt an, dass Barney sich nach dem Dschungel sehne und sie ihn jeden Morgen erschöpft im Garten auffinde. Taro schlägt vor, dass Dina ihn beim nächsten Mal folgt. Am Nachmittag betritt Dina, mit einem Gewehr bewaffnet, den Dschungel. Sie findet Barney, der sich in einer von den Einwohnern ausgelegten Falle verfangen hat. Sie befreit ihn und bringt ihn zum Haus zurück. Barney will mit ihr die Plantage verlassen. Sie willigt ein, mit ihm am folgenden Tag abzureisen.
Am nächsten Morgen soll die Plantage an Taro verkauft werden. Dr. Viet erklärt Dina, dass Barney, der wieder im Dschungel verschwunden ist, Symptome einer Vergiftung zeige. Barney kehrt erst zwei Tage später zurück. Zerzaust und verwirrt erklärt er, die Plantage nicht verlassen zu wollen. Dina versucht ihm klarzumachen, dass er vergiftet worden und sein Verlangen nach dem Dschungel darauf zurückzuführen sei. Die Plantagenarbeiter, voller Angst vor Sakura, lassen sich auszahlen und kündigen. Dr. Viet informiert Dina, dass er und der Kommissar Barney für van Gelders Mörder halten, doch Dina hält den Arzt für eifersüchtig. Sie bittet Barney mit vorgehaltener Waffe, in der Villa zu bleiben, doch Barney entkommt in den Dschungel, wohin ihm Dina folgt. Dr. Viet und der Kommissar erreichen die Villa. Sie entdecken die Giftpflanze und dass Dina Barney gefolgt ist.
Dina sucht nach Barney, der sich nun komplett in einen Gorilla verwandelt hat. Dina, von Barney verfolgt, gibt einen Schuss in die Luft ab, der Dr. Viet und den Kommissar zu ihr lotst. Bevor die beiden ankommen, wird Dina von Barney gepackt und auf einen Baum getragen. Der Arzt und der Kommissar feuern mit ihren Gewehren in den Baum, woraufhin Barney und auch Dina zu Boden stürzen. Beide haben den Sturz nicht überlebt. Die Voraussage des Kommissars, dass der Dschungel Barney für sein Verbrechen bestrafen werde, hat sich bewahrheitet.

## Hintergrund
Gedreht wurde der Film vom 27. Juli bis Anfang August 1951 in West Hollywood.
Der in nur sieben Tagen gedrehte Film war das Regiedebüt von Curt Siodmak.
Frank Paul Sylos oblag die künstlerische Leitung. Edward G. Boyle war für das Szenenbild zuständig. Verantwortlicher Toningenieur war Buddy Myers. Lee Zavitz schuf die Spezialeffekte.
Für die gebotene Österreicherin Giselle Werbisek war es die letzte Filmarbeit.

## Veröffentlichung
Die Premiere des Films fand im Oktober 1951 statt. In der Bundesrepublik Deutschland kam er am 21. Januar 1955 in die Kinos.

## Kritiken
Der Filmkritiken-Aggregator Rotten Tomatoes hat in einer Auswertung von über 100 User-Kritiken ein Publikumsergebnis von 25 Prozent positiver Bewertungen ermittelt.
Das Lexikon des internationalen Films schrieb: „Schwacher Dschungel-Grusel, in der deutschen Fassung grob geschnitten.“
Der Kritiker des TV Guide sah einen amüsant schlechten Horrorfilm. Es gebe nur einen Grund, diesen billigen und dummen Film über sich ergehen zu lassen: Die Verwandlung von Perry Mason in einen Gorilla.